# Elyana
Erneelya Elyana binti Emrizal (Shah Alam, Selangor, Malajzia, 1987. július 5. –) malajziai énekes és színésznő. 14 évesen kezdte karrierjét a szórakoztató világban. Zenei karrierje során Elyana 4 stúdióalbumot, 2 válogatásalbumot adott ki, és több mint 40 dalt rögzített.

## Diszkográfia

### Stúdióalbumok
- Satu (2002)
- Segalanya (2003)
- Bicara Mata Ini (2005)
- Jadi Diriku (2007)

### Összeállítás album
- Terbaik... Elyana (2012)

## Referencia
1. ↑  Suzan Ahmad. „Elyana bakal menggugat”, Berita Harian, 2001. szeptember 4. (Hozzáférés: 2024. augusztus 2.)
2. ↑  Dennis Chua. „#Showbiz: Being Elyana”, New Straits Times, 2019. április 25. (Hozzáférés: 2024. augusztus 2.)

## Külső hivatkozás
- Elyana az Internet Movie Database oldalon (angolul)
- Elyana az Instagramon